# Zrenjanin
Zrenjanin (in ruteno e in serbo Зрењанин?, in ungherese Nagybecskerek, in romeno Becicherecu Mare, in slovacco Zreňanin, in in tedesco Großbetschkerek) è una città della Serbia settentrionale, situata nella provincia autonoma della Voivodina. È il centro amministrativo del distretto del Banato Centrale. Secondo i dati del censimento del 2002, la popolazione della città ammontava a 79 773 persone, mentre la municipalità di Zrenjanin contava 132 051 abitanti.
Zrenjanin è la città più popolata del Banato serbo e la terza dell'intera Voivodina, dopo il capoluogo Novi Sad e Subotica.

## Nome

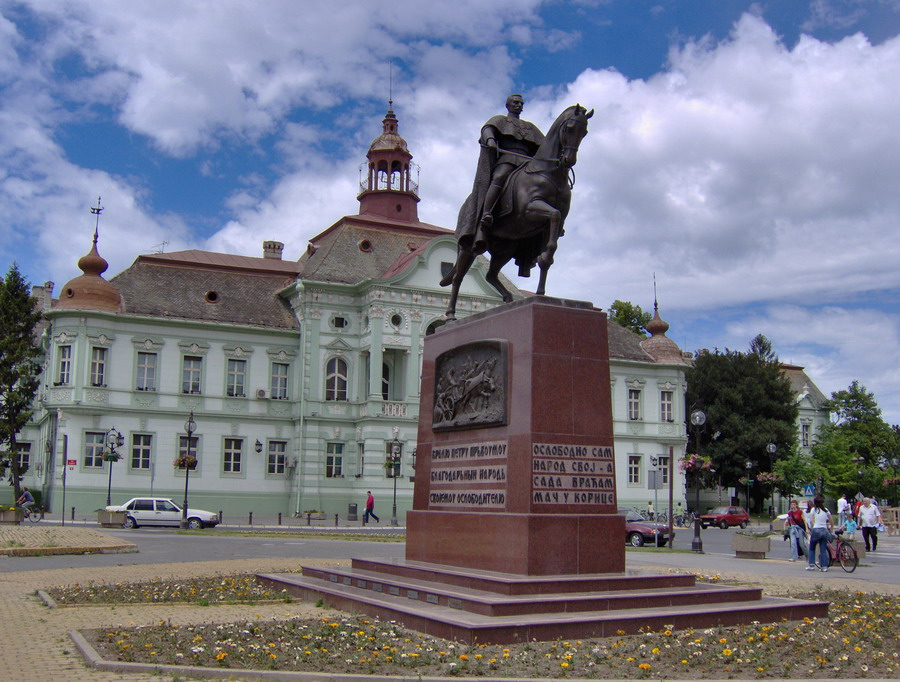
Il municipio di Zrenjanin

Al nome originale di Zrenjanin, Bečkerek/Becskerek, venne aggiunto nelle lingue del Banato un aggettivo che indicasse il significato di "maggiore"/"grande": serbo: Veliki Bečkerek o Велики Бечкерек, tedesco del Danubio: Großbetschkerek, ungherese: Nagybecskerek, romeno: Becicherecul Mare, per distinguere la città dal villaggio situato nel Banato romeno dallo stesso nome, al quale ci si riferisce spesso come piccolo Bečkerek (cfr. serbo: Mali Bečkerek o Мали Бечкерек, tedesco del Danubio: Kleinbetschkerek, romeno: Becicherecu Mic, ungherese: Kisbecskerek). Nel 1935 la città venne ribattezzata Petrovgrad in onore di re Pietro I di Serbia.
Zrenjanin ricevette il suo nome attuale nel 1946 in onore dell'eroe rivoluzionario Žarko Zrenjanin Uča (1902-1942). Žarko Zrenjanin era stato un leader dei Comunisti della Voivodina e dei Partigiani che durante la seconda guerra mondiale subì torture e fu incarcerato per mesi dai Nazisti. Dopo essere stato rilasciato, venne ucciso in un secondo momento dai Tedeschi dopo aver provato a sfuggire alla ricattura.

## Storia

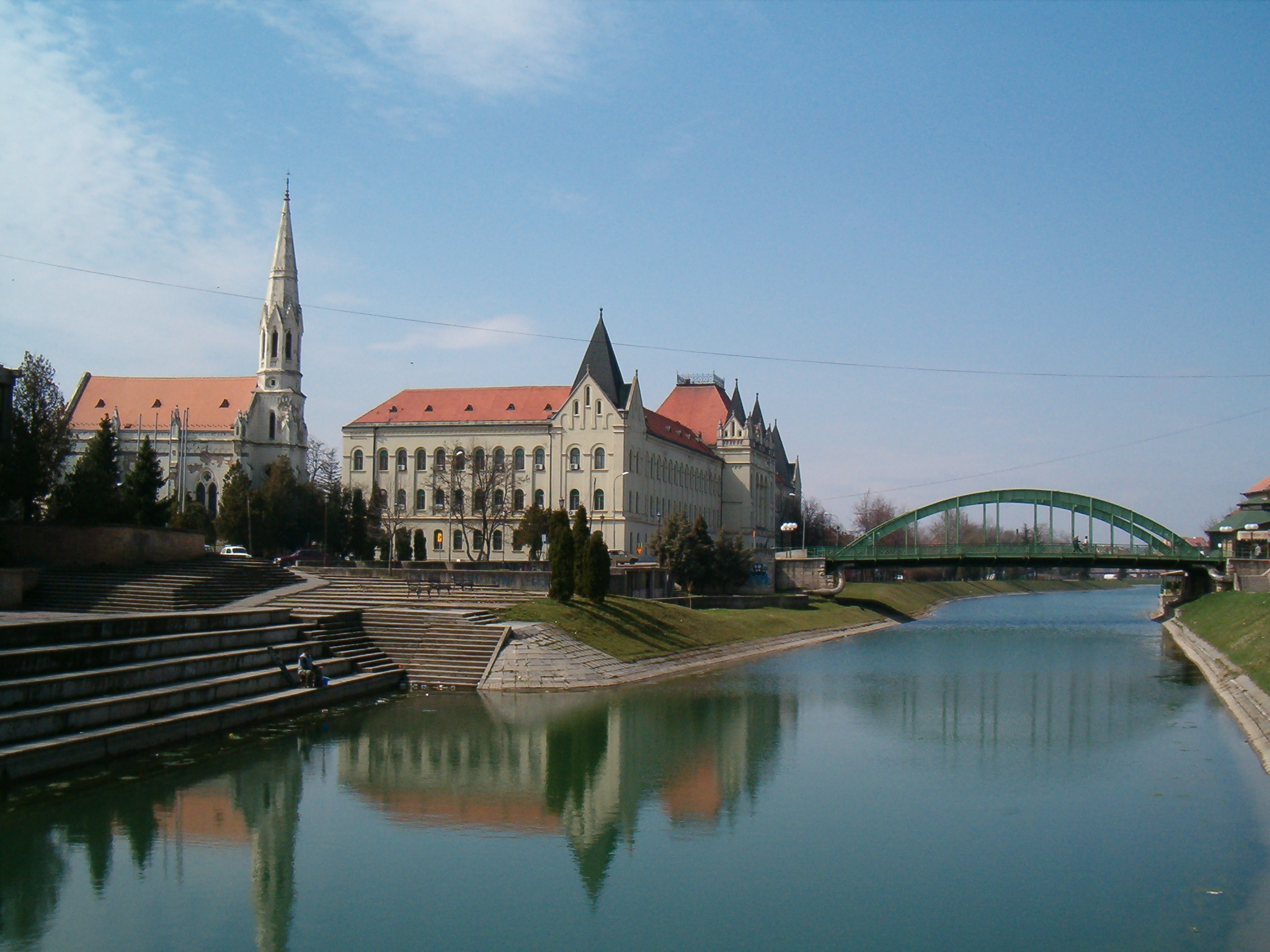
La Chiesa Protestante, il Tribunale e il piccolo ponte sul Begej

I primi abitanti che si insediarono nel centro di (Veliki) Bečkerek/(Nagy) Becskerek risalgono al XIV secolo, mentre le prime testimonianze scritte sulla città si attestano attorno all'anno 1326. Il centro mercantile sul fiume Begej divenne un possedimento del principe serbo Stefan Lazarević nel XIV secolo. La città divenne in seguito parte del Regno d'Ungheria fino al 1551, quando venne conquistata dagli Ottomani. Durante l'occupazione turca, la città di Bečkerek era popolata in maggioranza da Serbi.
Nel 1716 venne conquistata dagli Asburgo e questo comportò l'inizio di un periodo di inteso sviluppo economico, soprattutto a seguito dell'editto di Maria Teresa d'Austria del 1769. Secondo i dati del 1753, la città era popolata in maggioranza da Serbi e da Tedeschi. Secondo le statistiche che risalgono al 1773, la popolazione in quel periodo risiedeva in 721 abitazioni, delle quali 625 appartenevano a cristiani ortodossi, mentre 96 a cattolici romani.
A Bečkerek si costruì il teatro nel 1839, un ginnasio nel 1846, la sede attuale del municipio nel 1820 e il palazzo di giustizia nel 1908.
Durante le rivoluzioni del 1848 la città divenne de facto la capitale della Voivodina serba, una regione autonoma compresa nei territori degli Asburgo. Tra il 1849 e il 1860, divenne un territorio indipendente della corona austriaca, conosciuto come Voivodina di Serbia e Tamiš Banato. 
Dopo l'abolizione di questa provincia, la città venne inclusa nella contea di Torontál, di cui divenne il centro amministrativo. Dopo il 1867, Bečkerek si trovava inclusa nei territori del Regno d'Ungheria, parte della duplice monarchia d'Austria-Ungheria.
Secondo i dati del censimento del 1910, la città contava 26.006 abitanti, dei quali 9.148 parlavano come lingua utilizzata più frequentemente l'ungherese, 8.934 il serbo, 6.811 il tedesco e 339 il romeno. L'area della municipalità aveva 54.715 abitanti, dei quali 16,485 parlavano tedesco, 14.445 serbo, 10.581 romeno, 8.573 ungherese e 3.265 slovacco.
Non è comunque certo che i due maggiori gruppi etnici della città fossero l'ungherese e il serbo, poiché il censimento asburgico del 1910 classificava le persone in base alla "lingua parlata più di frequente" e questo faceva aumentare i parlanti della lingua ungherese. Il magiaro era infatti in quel periodo la lingua ufficiale e anche molte persone non ungheresi lo utilizzavano nelle comunicazioni come lingua franca. La città ospitava inoltre una comunità ebraica composta da 1.232, molti dei quali parlavano ungherese come lingua madre.
Dopo la prima guerra mondiale, la città divenne parte del Regno dei Serbi, dei Croati e degli Sloveni, dal 1929 Regno di Jugoslavia. 
Tra il 1918 e il 1922 la città fu il capoluogo di una contea del Regno, dal 1922 al 1929 parte dell'oblast di Belgrado, mentre con la riforma istituzionale jugoslava divenne parte dal 1929 al 1941 della Banovina del Danubio.
Tra il 1941 e il 1944 la città fu sotto l'occupazione delle truppe dell'Asse e inclusa nel Banato autonomo della Serbia, occupata della Germania. A conclusione del conflitto divenne parte della provincia autonoma della Voivodina, all'interno della Repubblica Federale Socialista di Jugoslavia. Dal 1992 al 2003 fu inclusa nella Repubblica Federale di Jugoslavia, rinominata nel 2003 Unione Statale di Serbia e Montenegro. Dal 2006 Zrenjanin fa parte della Serbia indipendente.

## Municipalità
La municipalità di Zrenjanin include la città di Zrenjanin e i seguenti villaggi:
- Aradac
- Banatski Despotovac
- Belo Blato
- Botoš
- Elemir
- Ečka
- Jankov Most
- Klek
- Knićanin
- Lazarevo
- Lukino Selo
- Lukićevo
- Melenci
- Mihajlovo
- Orlovat
- Perlez
- Stajićevo
- Taraš
- Tomaševac
- Farkaždin
- Čenta

## Quartieri cittadini
- Zeleno Polje
- Centar
- Gradnulica
- Čontika
- Četvrti Jul
- Dolja
- Budžak
- Duvanika
- Mala Amerika
- Bagljaš
- Mužlja, precedentemente un villaggio, inglobato in Zrenjanin nel 1981.

## Gruppi etnici (censimento 2002)

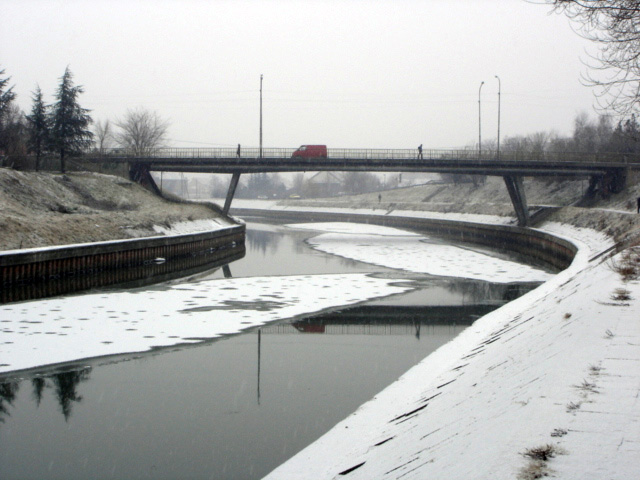
Il fiume Begej a Zrenjanin

La popolazione della municipalità di Zrenjanin è composta da: 
- Serbi (74.81%),
- Ungheresi (10.76%),
- Jugoslavi (1.93%),
- Romeni (1.9%),
- Rom (1.87%),
- Slovacchi (1.81%),
- altri gruppi.

Luoghi abitati a maggioranza etnica serba sono: Zrenjanin, Banatski Despotovac, Botoš, Elemir, Ečka, Klek, Knićanin, Lazarevo, Lukićevo, Melenci, Orlovat, Perlez, Stajićevo, Taraš, Tomaševac, Farkaždin, and Čenta.
Insediamenti a maggioranza ungherese sono: Lukino Selo e Mihajlovo.
Jankov Most è invece l'unico insediamento a maggioranza rumena.
Luoghi abitati "misti",  privi di una maggioranza etnica: Aradac (con una maggioranza solo relativa di Serbi) e Belo Blato (a maggioranza relativa slovacca).

## Società

### Religione
Zrenjanin è sede di una diocesi cattolica, che corrisponde alla regione del Banato appartenente alla Serbia.

## Monumenti
- Municipio, costruito nel 1816, ricostruito nel 1887 in stile neobarocco, architetti Gyula Partos e Ödön Lechner.
- Palazzo delle Finanze, oggi museo nazionale, costruito nel 1894 in stile rinascimentale da István Kiss.
- Teatro, costruito nel 1839, in stile classico, il più antico edificio che ospiti un teatro in Serbia.
- Tribunale, costruito tra il 1906 e il 1908 da Sandor Einer e Marcus Rehmer.
- Cattedrale cattolica di San Giovanni Nepomuceno, costruita tra 1864 il 1868, neoromanica da Stevan Đorđević.
- Palazzo Bukovac, edificato nel 1905, neorinascimentale.
- Vecchio Hotel Vojvodina, costruito nel 1886, in stile neorinascimentale da Bela Pelkl.
- Liceo, costruito nel 1846, ricostruito nel 1937 e in seguito.
- Chiesa Uspenska, costruita nel 1746, barocca, la chiesa più antica della città.
- Piccolo ponte, edificato nel 1904, il ponte più antico della città.
- Ponte secco, costruito nel 1962 sul fiume Bega il cui corso dal 1985 è stato spostato, ma rimasto come un luogo simbolo della città.
- Accademia del commercio, costruita nel 1892, neorinascimentale da István Kiss.
- Casa di Bence, costruita nel 1906, secondo il gusto della Secessione viennese.
- Chiesa Vavedenska, costruita nel 1777, barocca.
- Chiesa evangelica, costruita nel 1837, in stile classico.
- Chiesa protestante, costruita nel 1891, neogotica.

## Economia

### Turismo
Zrenjanin vanta molti monumenti, edifici e luoghi d'interesse, come il municipio, la Cattedrale, la Piazza della Libertà e la via Alessandro I.
Il noto Hotel "Vojvodina" è situato in Piazza della Libertà. In città è presente un ufficio di promozione e informazione turistica presso l'edificio del Museo Nazionale (Subotićeva 1).

## Sport

### Pallacanestro
La squadra principale della città è il KK Proleter Zrenjanin.

### Football americano
Nella municipalità di Klek è presente la squadra dei Klek Knights, vincitrice nel 2010 della EFAF Challenge Cup.

## Amministrazione

### Gemellaggi
- Arad[2]
- Békéscsaba
- Timişoara